# Perlesta dakota
Perlesta dakota är en bäcksländeart som beskrevs av Boris C. Kondratieff och Baumann 1999. Perlesta dakota ingår i släktet Perlesta och familjen jättebäcksländor. Inga underarter finns listade i Catalogue of Life.